# جف یاگر
جف یاگر (انگلیسی: Jeff Yagher؛ زادهٔ ۱۸ ژانویهٔ ۱۹۶۱) هنرپیشه اهل ایالات متحده آمریکا است.
از فیلم‌ها یا برنامه‌های تلویزیونی که وی در آن نقش داشته‌است می‌توان به هموطنان آمریکایی من، پایین‌ترین سطح و پشمالو اشاره کرد.